# Illa Brevoort
L'illa Brevoort (en anglès: Brevoort Island) és una petita illa deshabitada que està situada al mar del Labrador, a la costa oriental de l'illa de Baffin, a la regió de Qikiqtaaluk del territori de Nunavut, al nord del Canadà. L'illa forma part de l'Arxipèlag Àrtic Canadenc i es troba al nord del cap Murchison, al davant la península Cumberland.

## Geografia
La seva superfície és de 271 km², amb una llarga de 46 km per 5,7 d'ample. El seu interior és muntanyós i majoritàriament està composta per granit.